# О̄ (кирилиця)
О̄ о̄ (О з макроном) - кирилична літера, яка використовується в евенкійській, мансійській, нанайській, негідальській, орокській, ульчській, кільдин-саамській, селькупській та чеченській мовах. Буква зустрічається і в закарпатському діалекті карпаторусинів. О з макроном в карпаторусинській мові вимовляється як /оː/ та іноді як /у/. Використання літери не обов'язкове.